# دوريس بيتس
دوريس بيتس (بالإنجليزية: Doris Betts)‏‏ (4 يونيو 1932 في ستيتسفيل - 21 أبريل 2012 في بيتسبورو) كاتِبة، وروائية من الولايات المتحدة.

## الجوائز
- زمالة غوغنهايم

## روابط خارجية
- دوريس بيتس على موقع قاعدة بيانات برودواي على الإنترنت (الإنجليزية)
- دوريس بيتس على موقع إن إن دي بي (الإنجليزية)